# Welterbe in Irland
Zum Welterbe in Irland gehören (Stand 2016) zwei UNESCO-Welterbestätten, beides Stätten des Weltkulturerbes. Irland hat die Welterbekonvention 1991 ratifiziert, die erste Welterbestätte wurde 1993 in die Welterbeliste aufgenommen. Die bislang letzte Welterbestätte in Irland wurde 1996 eingetragen.

## Welterbestätten
Die folgende Tabelle listet die UNESCO-Welterbestätten in Irland in chronologischer Reihenfolge nach dem Jahr ihrer Aufnahme in die Welterbeliste (K – Kulturerbe, N – Naturerbe, K/N – gemischt, (G) – auf der Liste des gefährdeten Welterbes).
| Bild                       | Bezeichnung                                                           | Jahr | Typ | Ref. | Beschreibung |
| -------------------------- | --------------------------------------------------------------------- | ---- | --- | ---- | --- |
| Newgrange (weitere Bilder) | Brú na Bóinne – Archäologisches Ensemble des Bend of the Boyne (Lage) | 1993 | K   | 659  | Bend of the Boyne (auch Brú na Bóinne) ist eine im Tal des Boyne gelegene große Ansammlung prähistorischer Kultstätten, die zwischen 3500 und 2500 v. Chr. entstanden. Einige von ihnen, darunter die mit großen Megalithen eingefassten Grabhügel, sind erhalten geblieben. Die Welterbestätte umfasst die megalithischen Grabanlagen Newgrange, Knowth und Dowth. |
| (weitere Bilder)           | Sceilg Mhichíl (Lage)                                                 | 1996 | K   | 757  | Die Felseninsel Skellig Michael vor der Westküste Irlands beherbergt eines der bekanntesten, jedoch auch am schwersten zugänglichen mittelalterlichen Klöster Irlands. |

## Tentativliste
In der Tentativliste sind die Stätten eingetragen, die für eine Nominierung zur Aufnahme in die Welterbeliste vorgesehen sind.

### Aktuelle Welterbekandidaten
Derzeit (2023) sind drei Stätten in der Tentativliste von Irland eingetragen, die letzte Eintragung erfolgte im Januar 2023. Die folgende Tabelle listet die Stätten in chronologischer Reihenfolge nach dem Jahr ihrer Aufnahme in die Tentativliste.
| Bild                                                                                        | Bezeichnung                                                                                 | Jahr | Typ | Ref. | Beschreibung |
| ------------------------------------------------------------------------------------------- | ------------------------------------------------------------------------------------------- | ---- | --- | ---- | --- |
| Die königlichen Stätten Irlands: Cashel, Dún Ailinne, Hill of Uisnech, Rathcroghan und Tara | Die königlichen Stätten Irlands: Cashel, Dún Ailinne, Hill of Uisnech, Rathcroghan und Tara | 2010 | K   | 5528 | Die königlichen Stätten Cashel, Dún Ailinne, Hill of Uisnech, Rathcroghan und Tara waren alle Schauplatz von großen königlichen Amtseinführungen, Feierlichkeiten und Versammlungen. Sie repräsentieren die vier irischen Provinzen Ulster, Leinster, Munster and Connacht sowie die Region Meath. |
| Transatlantisches Kabel Ensemble (Irland)                                                   | Transatlantisches Kabel Ensemble (Irland)                                                   | 2023 | K   | 6634 | In Irland endete das transatlantische Kabel in Valentia Island, transatlantischer Vorschlag mit Kanada |
| Passage Tomb-Landschaft der Grafschaft Sligo                                                | Passage Tomb-Landschaft der Grafschaft Sligo                                                | 2023 | K   | 6635 | Carrowmore und Carrowkeel |

### Ehemalige Welterbekandidaten
Diese Stätten standen früher auf der Tentativliste, wurden jedoch wieder zurückgezogen oder von der UNESCO abgelehnt. Stätten, die in anderen Einträgen auf der Tentativliste enthalten oder Bestandteile von Welterbestätten sind, werden hier nicht berücksichtigt.
| Bild                                                                                 | Bezeichnung                                                                          | Jahr      | Typ | Ref. | Beschreibung |
| ------------------------------------------------------------------------------------ | ------------------------------------------------------------------------------------ | --------- | --- | ---- | --- |
| (weitere Bilder)                                                                     | Killarney-Nationalpark (Lage)                                                        | 1992–2010 | N   | 302  | Der über 100 km² große Nationalpark grenzt an die Stadt Killarney und umfasst die drei Seen Lough Leane, Muckross Lake und Upper Lake, die insgesamt eine Fläche von 22 km² des Parks ausmachen. Seit 1982 ist der Nationalpark ein UNESCO-Biosphärenreservat. |
| Clara Bog                                                                            | Clara Bog (Lage)                                                                     | 1992–2010 | N   | 307  | Das Naturschutzgebiet Clara Bog ist eine Torflandschaft östlich von Tullamore; es ist ein von der Ramsar-Konvention prämiertes Feuchtgebiet |
| Die Western Stone Forts: Dún Aonghasa, Cahercommaun, Caherconree, Benagh und Staigue | Die Western Stone Forts: Dún Aonghasa, Cahercommaun, Caherconree, Benagh und Staigue | 1992–2023 | K   | 5525 | Der üblichste Siedlungstyp im Frühmittelalter in Irland war das sogenannte ringfort. Die Stätte umfasst die Forts Dun Aengus, Cahercommaun, Caherconree, Binn na bPórt und Staigue. |
| Frühmittelalterliche Klostersiedlungen                                               | Frühmittelalterliche Klostersiedlungen                                               | 2010–2023 | K   | 5527 | umfasst die Ruinen diverser frühmittelalterlicher Klostersiedlungen, namentlich Glendalough, Clonmacnoise, Inis Cealtra, Durrow, Kells und Monasterboice. |
| Der Burren                                                                           | Der Burren (Lage)                                                                    | 2010–2023 | K/N | 5522 | Der Burren ist eine Karstlandschaft im Nordwesten des County Clare. Die Region hat eine lange Bergbautradition. |
| Die Céide Fields und die Nordwest-Mayo-Sümpfe                                        | Die Céide Fields und die Nordwest-Mayo-Sümpfe                                        | 2010–2023 | K   | 5524 | Die Céide Fields gehören zu den größten neolithischen Feldsystemen der Welt. Vor 5000 bis 6000 Jahren bestand hier eine Siedlung mit Feldern. Die jungsteinzeitlichen Bewohner lebten anscheinend auf Einzelgehöften, die durch gerade Mauern voneinander abgetrennt waren. Vermutlich bildeten sie eine gut organisierte Gemeinschaft von Ackerbauern und Viehhaltern, die das Land in gleichmäßige Blöcke aufteilten und große Waldflächen rodeten |
| Altstadt von Dublin                                                                  | Altstadt von Dublin (Lage)                                                           | 2010–2023 | K   | 5523 | Dublin war zwischen 1541 und 1800 Hauptstadt des Königreichs Irland. Besonders der Stadtteil Temple Bar hat seinen historischen Charakter mit engen kopfsteingepflasterten Gassen erhalten. |
| Klosterstadt Clonmacnoise und ihre Kulturlandschaft                                  | Klosterstadt Clonmacnoise und ihre Kulturlandschaft (Lage)                           | 2010–2023 | K   | 5526 | Clonmacnoise ist eine einzigartige Klosterruine im County Offaly, am Fluss Shannon gelegen. Die Geschichte des Klosters reicht zurück ins 6. Jahrhundert n. Chr. |